# 46.ª edición de los Premios Grammy
La 46.ª edición de los Premios Grammy se celebró el 8 de febrero de 2004 en el Staples Center de Los Ángeles, en reconocimiento a los logros discográficos alcanzados por los artistas musicales durante el año anterior. El evento fue televisado en directo en Estados Unidos por CBS. Beyoncé Knowles fue la gran ganadora obteniendo un total de cinco galardones; Outkast obtuvo tres premios. Beyoncé Knowles, Outkast y Jay-Z empataron en el mayor número de nominaciones, con seis cada uno.

## Ganadores y nominados

### Generales
- Grabación del año
  - Coldplay por "Clocks"
  - Beyoncé & Jay-Z por "Crazy in Love"
  - The Black Eyed Peas & Justin Timberlake por "Where Is the Love?"
  - Eminem por "Lose Yourself"
  - OutKast por "Hey Ya!"

- Álbum del año
  - OutKast por Speakerboxxx/The Love Below
  - Evanescence por Fallen
  - Justin Timberlake por Justified
  - Missy Elliott por Under Construction
  - The White Stripes por Elephant

- Canción del año
  - Luther Vandross por "Dance with My Father" 
  - Avril Lavigne por "I'm with You"
  - Christina Aguilera por "Beautiful"
  - Eminem por "Lose Yourself"
  - Warren Zevon por "Keep Me In Your Heart"

- Mejor artista novel
  - Evanescence
  - 50 Cent
  - Fountains of Wayne
  - Heather Headley
  - Sean Paul

### Alternativa
- Mejor álbum de música alternativa
  - The White Stripes por Elephant

### Blues
- Mejor álbum de blues tradicional
  - Jacquire King (ingeniero), Ed Cherney (ingeniero/mezclador), Dennis Herring (productor); Buddy Guy (intérprete) por Blues Singer
- Mejor álbum de blues contemporáneo
  - Donto James (ingeniero/productor), Josh Sklair (productor), Sametto James (productor); Etta James (intérprete) por Let's Roll

### Clásica
- Mejor interpretación orquestal
  - Pierre Boulez (director), Anne Sofie von Otter, Johannes Prinz, Gerald Wirth, Niños Cantores de Viena, Coro femenino del Wiener Singverein & Orquesta Filarmónica de Viena por Mahler: Sinfonía n.º 3
- Mejor interpretación solista vocal clásica
  - Christopher Alder (productor), Jürgen Bulgrin & Oliver Rogalla Von Heyden (ingenieros), Claudio Abbado (director) & Chamber Orchestra of Europe, Thomas Quasthoff & Anne Sofie von Otter (solistas) por Schubert: Lieder with Orchestra
- Mejor grabación de ópera
  - Wolfram Graul (productor), Bernard Haitink (director), Jerry Hadley, Karita Mattila, Eva Randová, Anja Silja, Jorma Silvasti; Royal Opera House Orchestra & Chorus & varios artistas por Janácek: Jenufa
- Mejor interpretación coral
  - Paavo Järvi (director), Tiia-Ester Loitme & Ants Soots (directores de coro) Ellerhein Girls' Choir, Estonian National Symphony Orchestra por Sibelius: Cantatas
- Mejor interpretación clásica, solista instrumental (con orquesta)
  - Mstislav Rostropovich (director), Maxim Vengerov & London Symphony Orchestra por Britten: Concierto para violín / Walton: Concierto para viola
- Mejor interpretación clásica, solista instrumental (sin orquesta)
  - Emanuel Ax por Haydn: Sonatas para piano n.º 29, 31, 34, 35 & 49
- Mejor interpretación de conjunto musical pequeño o música de cámara
  - Jeff von der Schmidt (director) & Southwest Chamber Music por Chávez: Suite por Double Quartet
- Mejor interpretación de música de cámara
  - Kronos Quartet & Dawn Upshaw por Berg: Suite Lírica
- Mejor composición clásica contemporánea
  - Dominick Argento (compositor), Frederica von Stade, Eiji Oue & Minnesota Orchestra por Argento: Casa Guidi
- Mejor álbum de música clásica
  - Andreas Neubronner (productor), Michael Tilson Thomas (director), Michelle DeYoung, Vance George, Pacific Boychoir, San Francisco Girl's Chorus & San Francisco Symphony Orchestra por Mahler: Sinfonía n.º 3; Kindertotenlieder
- Mejor álbum crossover de música clásica
  - Jorge Calandrelli (director), Yo-Yo Ma & varios artistas por Obrigado Brazil

### Composición y arreglos
- Mejor composición instrumental
  - Wayne Shorter (compositor) por "Sacajawea"
- Mejor arreglo instrumental
  - Michael Brecker & Gil Goldstein (arreglistas); Michael Brecker Quindectet (intérpretes) por "Timbuktu"
- Mejor arreglo instrumental acompañado de vocalista
  - Vince Mendoza (arreglista); Joni Mitchell (intérprete) por "Woodstock"

### Composición para medio visual
- Mejor recopilación de banda sonora para película, televisión u otro medio visual
  - Randy Spendlove & Ric Wake (productores); varios intérpretes por Chicago
- Mejor composición instrumental escrita para una película, televisión u otro medio visual
  - John J. Kurlander (ingeniero), Peter Cobbin (ingeniero/mezclador); Howard Shore (compositor) por El Señor de los Anillos: las dos torres
- Mejor canción escrita para una película, televisión u otro medio visual
  - Christopher Guest, Eugene Levy & Michael McKean (compositores); The Folksmen, Mitch & Mickey & The New Main Street Singers (intérpretes) por "A Mighty Wind"

### Country
- Mejor interpretación vocal country, femenina
  - June Carter Cash por "Keep on the Sunny Side"
- Mejor interpretación vocal country, masculina
  - Vince Gill por "Next Big Thing"
- Mejor interpretación country, duo o grupo
  - Ricky Skaggs & Kentucky Thunder por "A Simple Life"
- Mejor colaboración vocal country
  - James Taylor & Alison Krauss por "How's the World Treating You"
- Mejor interpretación instrumental country
  - Alison Krauss & The Union Station por "Cluck Old Hen"
- Mejor canción country
  - Jim Moose Brown & Don Rollins (compositores); Alan Jackson & Jimmy Buffett (intérpretes) por "It's Five O'Clock Somewhere"
- Mejor álbum de música country
  - Carl Jackson (productor); varios intérpretes por Livin', Lovin', Losin' - Songs of the Louvin Brothers
- Mejor álbum de bluegrass
  - Alison Krauss & The Union Station por Live

### Dance
- Mejor grabación dance
  - Rob Davis, Cathy Dennis (productores), Rob Davis, Cathy Dennis, Bruce Elliott-Smith, Phil Larsen (mezcladores); Kylie Minogue (intérprete) por "Come Into My World"

### Espectáculo musical
- Mejor álbum de espectáculo musical
  - Todd Whitelock, Tom Lazarus (ingenieros), Ken Hahn (ingeniero/mezclador) & Jay David Saks (ingeniero/mezclador/productor); el reparto de New Broadway con Bernadette Peters, Tammy Blanchard, John Dossett & otros por Gypsy

### Folk
- Mejor álbum de folk tradicional
  - June Carter Cash por Wildwood Flower
- Mejor álbum de folk contemporáneo
  - Warren Zevon por The Wind
- Mejor álbum de música nativo americana
  - Black Eagle por Flying Free

### Gospel
- Mejor álbum gospel pop/contemporáneo
  - Michael W. Smith por Worship Again
- Mejor álbum gospel rock
  - Audio Adrenaline por Worldwide
- Mejor álbum gospel soul tradicional
  - The Blind Boys of Alabama por Go Tell It on the Mountain
- Mejor álbum gospel soul contemporáneo
  - Donnie McClurkin por ...Again
- Mejor álbum gospel sureño, country o bluegrass
  - Randy Travis por Rise and Shine
- Mejor álbum gospel, coro o coros
  - Bishop T.D. Jakes (director de coro); Potter's House Mass Choir (intérpretes) por A Wing and a Prayer

### Hablado
- Mejor álbum hablado
  - Paul Ruben (productor) & Al Franken por Lies and the Lying Liars Who Tell Them: A Fair and Balanced Look at the Right
- Mejor álbum de comedia
  - "Weird Al" Yankovic por Poodle Hat

### Histórico
- Mejor álbum histórico
  - Steve Berkowitz, Alex Gibney, Andy McKaie, Jerry Rappaport (productores), Gavin Lurssen & Joseph M. Palmaccio (ingenieros); varios intérpretes por Martin Scorsese Presents the Blues: A Musical Journey

### Infantil
- Mejor álbum musical para niños
  - Cathy Fink & Marcy Marxer por Bon Appétit!
- Mejor álbum hablado para niños
  - Bill Clinton, Mijaíl Gorbachov & Sophia Loren; Kent Nagano (director) & Orquesta Nacional de Rusia por Prokofiev: Pedro y el lobo / Beintus: Wolf Tracks

### Jazz
- Mejor solista de jazz instrumental
  - Chick Corea por "Matrix"
- Mejor álbum de jazz instrumental, individual o grupo
  - Clark Germain (ingeniero), Dave Darlington (ingeniero/mezclador), Robert Sadin (ingeniero/mezclador/productor); Wayne Shorter (intérprete) por Alegría
- Mejor álbum de jazz, conjunto grande
  - Jay Newland (ingeniero/mezclador), Gil Goldstein, Michael Brecker (productores); Michael Brecker Quindectet (intérpretes) por Wide Angles
- Mejor álbum de jazz vocal
  - Michael O'Reilly (ingeniero), Arif Mardin (productor); Dianne Reeves por A Little Moonlight
- Mejor álbum de jazz contemporáneo
  - George Whitty (ingeniero/mezclador/productor); Randy Brecker (productor e intérprete) por 34th N Lex
- Mejor álbum de jazz latino
  - Robert J. Friedrich (ingeniero/mezclador), Michel Camilo (productor e intérprete), Charles Flores & Horacio "El Negro" Hernández por Live at the Blue Note

### Latina
- Mejor interpretación pop latino
  - Mick Guzauski (ingeniero/mezclador), Lulo Pérez (productor); Alejandro Sanz (productor e intérprete) por No es lo mismo
- Mejor interpretación latina tropical tradicional
  - Jerry Boys (ingeniero/mezclador), Ry Cooder (productor); Ibrahim Ferrer (intérprete) por Buenos hermanos
- Mejor interpretación mexicano-americana
  - Jose Ángel Cabrera & Dennis Parker,(ingeniero), Daniel Estévez T. (ingeniero/mezclador); Joan Sebastian (productor e intérprete) por Afortunado
- Mejor interpretación rock latino/alternativo
  - Aníbal Kerpel, Joseph Chiccarelli (ingenieros), Elfego Buendia, Emmanuel Del Real, Gustavo Santaolalla, Jose "Joselo" Rangel, Quique Rangel (productores); Café Tacuba (intérpretes) por Cuatro caminos
- Mejor álbum tejano
  - Edward Perez, Ramiro Serna (ingenieros), Jimmy Gonzalez (productor); Jimmy Gonzalez y El Grupo Mazz (intérpretes) por Si me faltas tú
- Mejor álbum de salsa/merengue
  - Jon Fausty, Luca Germini, Jorge G. Gómez, Carlos Laurenz, Jose Lopez, Olga Santos, Jake Tanner, (ingenieros), Jorge G. Garcia (ingeniero/mezclador), Óscar Gómez (ingeniero/mezclador/productor), Sergio George (productor); Celia Cruz por Regalo del alma

### New age
- Mejor álbum de new age
  - Steven Rodby (productor); Pat Metheny (ingeniero, productor e intérprete) por One Quiet Night